# 紀為君
紀為君（きいぎみ、慶長7年2月26日（1602年4月18日） - 元禄2年2月25日（1689年4月14日））は、安土桃山時代・江戸時代前期の女性。岡藩主・中川久盛の正室。徳川家康の養女。父は松平定勝。名は万とも。

## 生涯
戦国武将・松平定勝の三女として生まれる。母は奥平貞友の次女・たつ。
その後、姉の松尾君・阿姫と共に徳川家康の養女となり、岡藩主・中川久盛の正室となるが子供はできなかった。
元禄2年（1689年）2月25日死去。享年88（89、92とする説もある）。戒名は光顕院殿心蓮社専誉普照伝守大禅定尼。墓所は大増寺。